# Wilaya de Mostaganem
La wilaya de Mostaganem (en arabe : ولاية مستغانم, en tamazight: ⵜⴰⵎⵏⴰⴹⵜ ⵏ ⵎⴻⵙⵜⵖⴰⵍⵉⵎ ) est une wilaya algérienne située au Nord-Ouest du pays.

## Géographie

### Situation
La wilaya de Mostaganem se situe au nord-ouest du pays. Elle est délimitée :
- au nord, par la Méditerranée ;
- à l'ouest, par la wilaya d'Oran ;
- à l'est, par la wilaya de Chlef ;
- au sud, par les wilayas de Mascara et Relizane;

|               | Méditerranée                            |                 |
| Wilaya d'Oran | wilaya de Mostaganem                    | Wilaya de Chlef |
|               | Wilaya de Mascara et Wilaya de Relizane |                 |

### Relief

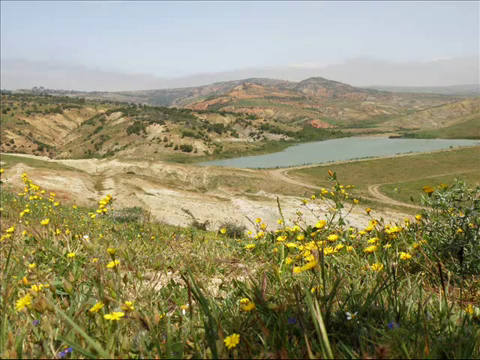
Collines du Dahra.

Le relief de la Wilaya de Mostaganem se divise en quatre unités morphologiques appartenant à deux régions distinctes, le Plateau de Mostaganem et le Dahra:
- les vallées basses de l'Ouest englobent les communes : Hassi Mameche, Mazagran, Stidia, Aïn Nouïssy, El Hassiane et Fornaka.
- les Monts du Dahra englobent les communes : Sidi Belattar, Oued El Kheir, Sidi Ali, Ouled Maallah, Tazgait, Nekmaria, Kheireddine, Ain Boudinar et Safsaf.
- le plateau de  Mostaganem englobe les communes : Mostaganem, Ain Tedles, Sour, Bouguirat, Sirat, Souaflia, Mesra, Aïn Sidi Cherif, Mansourah, Touahria et Sayada.
- les vallées de l'Est englobent les communes: Achaacha, Khadra, Ouled Boughalem, Sidi Lakhdar, Hadjadj et Abdelmalek Ramdane.

Les forêts couvrent 14,2 % de la superficie de la wilaya.

### Littoral

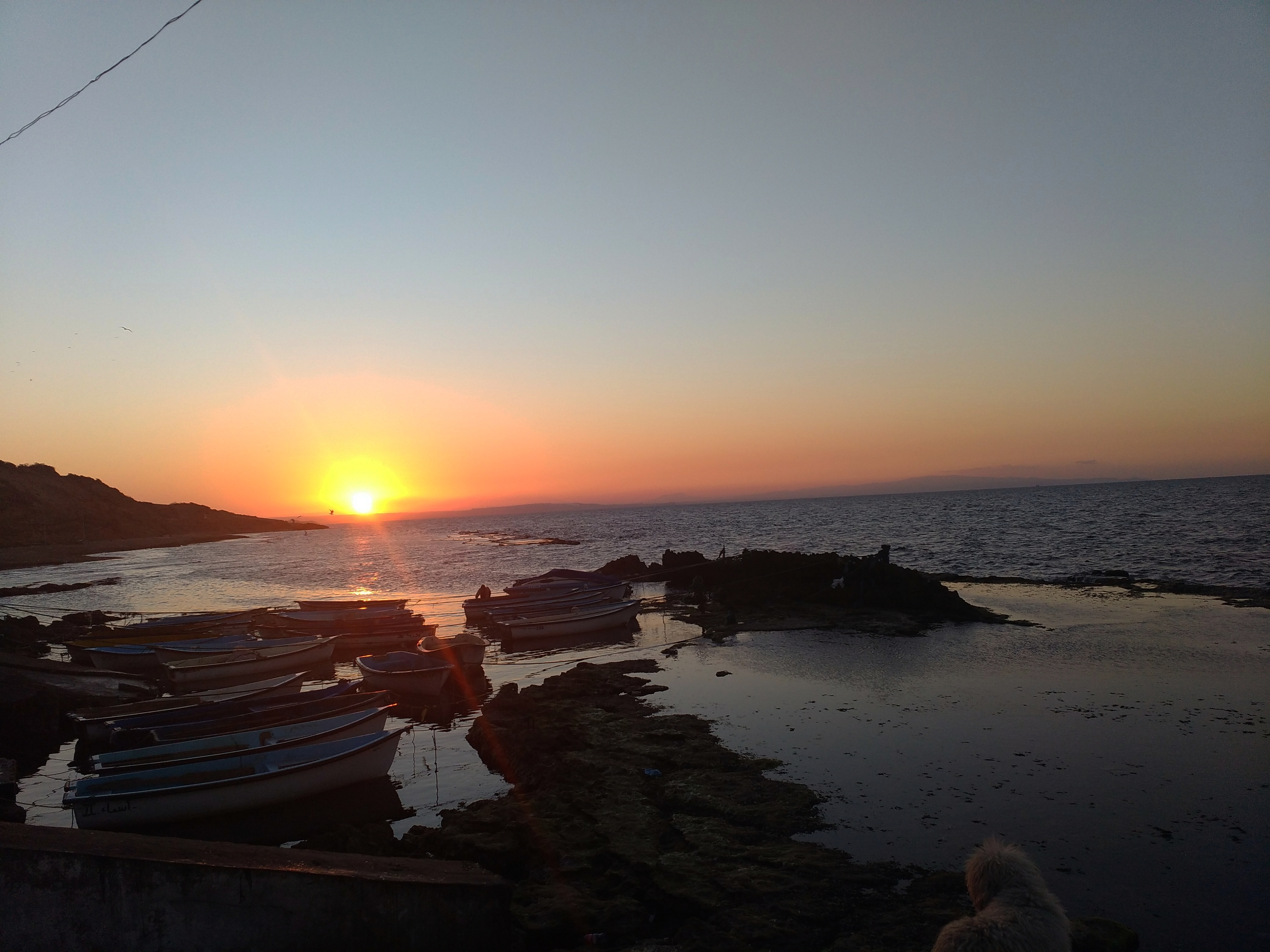
Coucher de soleil (vu depuis le port de Stidia).

La wilaya est dotée d’un littoral de 124 km.

### Climat
Le climat de la wilaya se caractérise par un climat semi aride à hiver tempéré et une pluviométrie qui varie entre 350 mm sur le plateau et 400 mm sur les piémonts du Dahra.
Elle a trois climats différents et est dominée par le climat méditerranéen chaud en été et deux autres climats semi-arides, un chaud et un autre froid qui est le climat du chef-lieu.

## Ressources hydriques
La wilaya de Mostaganem comprend les barrages suivants :
- Barrage du Cheliff.
- Barrage de Kramis[4].
- Barrage de Gargar[5].
- Barrage de Sidi Abed[6].

Ces barrages font partie des 65 barrages opérationnels en Algérie alors que 30 autres sont en cours de réalisation en 2015.

## Organisation de la wilaya

### Walis
Le poste de wali de la wilaya de Mostaganem a été occupé par plusieurs personnalités politiques nationales depuis l'indépendance en 1962.
| N° | Wali                    | Début              | Fin               |
| -- | ----------------------- | ------------------ | ----------------- |
| 1  |                         | 17 juin 1962       | 10 juillet 1962   |
| 2  | Adda Benguettat         | 10 juillet 1962    | 23 octobre 1962   |
| 3  |                         | 26 octobre 1962    | 1er janvier 1964  |
| 4  |                         | 4 mars 1964        | 1er juillet 1964  |
| 5  |                         | 11 juillet 1964    | 27 janvier 1965   |
| 6  |                         | 27 janvier 1965    | 19 juin 1965      |
| 7  | Mohamed Kadi            | 19 juin 1965       | 26 juillet 1965   |
| 8  |                         | 26 juillet 1965    | 29 mai 1970       |
| 9  | Abdelaziz Boudiaf       |                    | 31 août 1978      |
| 10 | Mustapha Meghraoui      | 1er septembre 1978 |                   |
| 11 | Salah Laouir            | 1984               | 1987              |
| 12 | Salah Brahimi           | 14 juillet 1987    | 26 juillet 1989   |
| 13 | Mohamed Nadir Hamimid   | 26 juillet 1989    | 30 juin 1994      |
| 14 | Brahim Bengayou         | 30 juin 1994       | 22 août 1999      |
| 15 | Nacereddine Benboudiaf  |                    | 22 août 1999      |
| 16 | Abdelkader Zoukh        | 22 août 1999       | 17 août 2004      |
| 17 | Nouria Yamina Zerhouni  | 17 août 2004       | 30 septembre 2010 |
| 18 | Hocine Ouadah           | 30 septembre 2010  | 24 octobre 2013   |
| 19 | Ahmed Maâbed            | 24 octobre 2013    | 22 juillet 2015   |
| 20 | Abdelwahid Temmar       | 22 juillet 2015    | septembre 2017    |
| 21 | Mohamed Abdenour Rabehi | septembre 2017     | 25 janvier 2020   |
| 22 | Abdelsamai Saïdoun      | 25 janvier 2020    | 31 août 2020      |
| 23 | Aissa Boulahia          | 31 août 2020       | 6 septembre 2023  |
| 24 | Ahmed Boudouh           | 6 septembre 2023   | en cours          |

### Daïras de la wilaya de Mostaganem
La wilaya de Mostaganem compte 10 daïras.

### Communes de la wilaya de Mostaganem
La wilaya de Mostaganem compte 32 communes.

## Démographie

### Évolution démographique
En 2008, la population de la wilaya de Mostaganem était de 737 118 habitants contre 504 124 en 1987. 6 communes dépassaient alors la barre des 30 000 habitants:
| 1987    | 1998    | 2008    |
| ------- | ------- | ------- |
| 504 124 | 629 445 | 737 118 |

| Commune      | Population | Taux de croissance annuel 2008/1998 |
| ------------ | ---------- | ----------------------------------- |
| Mostaganem   | 145 696    | 1,1 %                               |
| Aïn Tedles   | 38 823     | 2,1 %                               |
| Sidi Ali     | 37 230     | 1,6 %                               |
| Achaacha     | 34 789     | 1,1 %                               |
| Sidi Lakhdar | 34 612     | 1,1 %                               |
| Bouguirat    | 31 469     | 1,6 %                               |

### Pyramide des âges
À l'instar de la population algérienne, la population de la wilaya est jeune, près de 39 % a moins de 20 ans. La tranche d'âge comprise entre 20 et 59 ans représente plus de la moitié de la population de la wilaya. Corolairement, la population de 60 ans et plus est très faible, seulement près de 7 % de la population totale de la commune. Mais on observe une baisse de natalités depuis la fin des années 1980.
| Hommes | Classe d’âge | Femmes |
| ------ | ------------ | ------ |
| 0,29   | 80 ans et +  | 0,38   |
| 1,09   | 70 à 79 ans  | 1,25   |
| 1,91   | 60 à 69 ans  | 1,96   |
| 3,6    | 50 à 59 ans  | 3,4    |
| 5,35   | 40 à 49 ans  | 5,29   |
| 7,32   | 30 à 39 ans  | 7,41   |
| 11,08  | 20 à 29 ans  | 11,04  |
| 10,23  | 10 à 19 ans  | 10,02  |
| 9,31   | 0 à 9 ans    | 9,03   |
| 0,01   | nd           | 0,02   |

## Économie

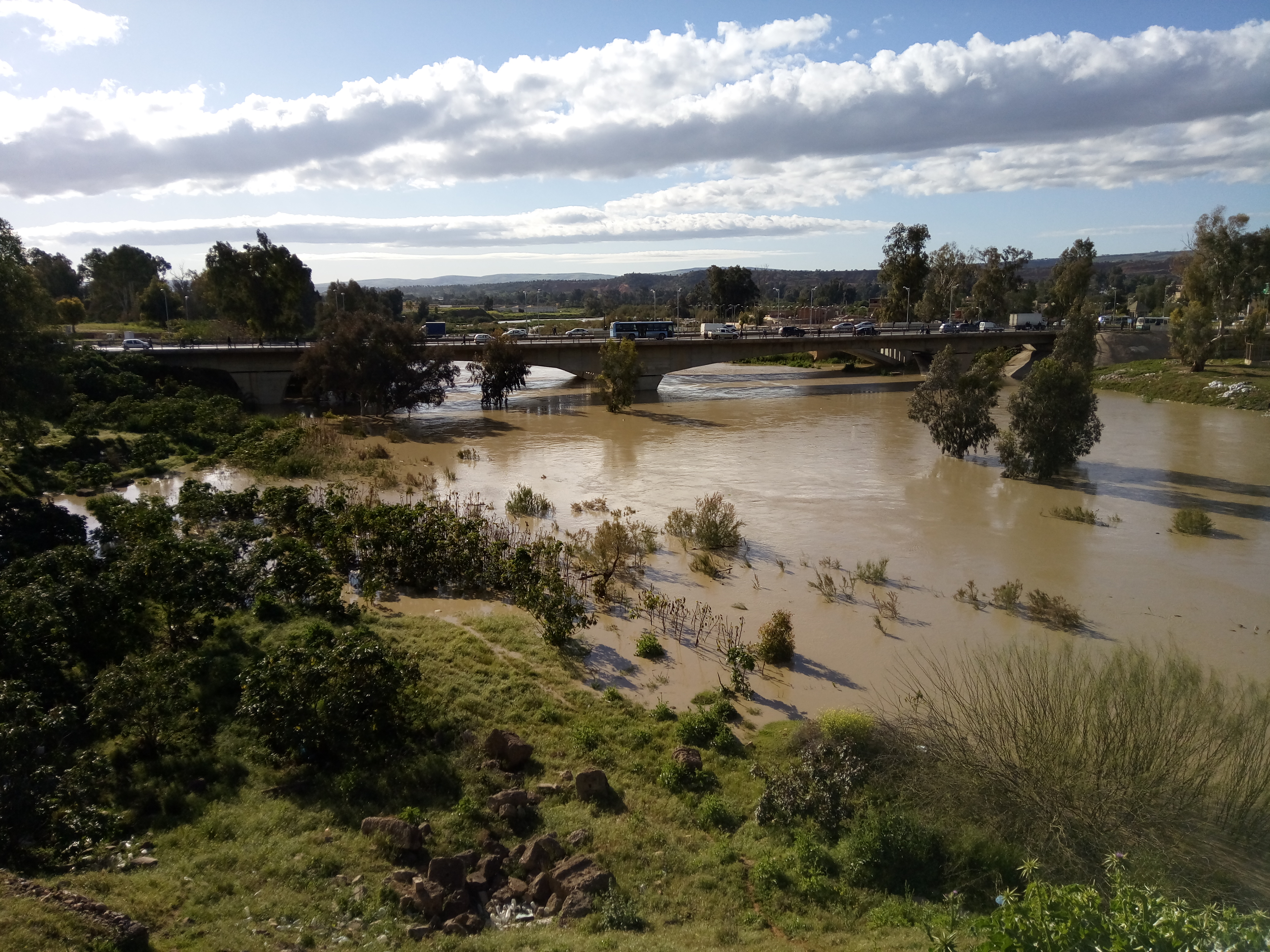
L'Oued Chellif en 2018.

La wilaya de Mostaganem est l'une des plus agricoles du pays, elle bénéficie d'un climat favorable à l’agriculture, elle a développé une agriculture diversifiée notamment la production de primeurs et de maraîchages.
La wilaya dispose également de plusieurs points d’attractions touristiques: des musées, de vieilles mosquées, des quartiers antiques ("Derb" et "Tobana"), des grottes et des sites archéologiques. Elle devient un pôle touristique, elle dispose de 15 zones d'expansion touristiques et une bande côtière de 124 km, elle est fréquentée par environ dix millions d’estivants chaque été. Les plages les plus prisées sont: Aïn Brahim, Petit Port, Bosquet, Clovis, Ouréah, Kharrouba et les Sablettes.
Le secteur industriel regroupe quatre branches principales : l’industrie agro-alimentaire, l’industrie du bois et de la cellulose, l’industrie manufacturière et les mines et les carrières. La pêche constitue une autre activité économique de la wilaya.

## Culture

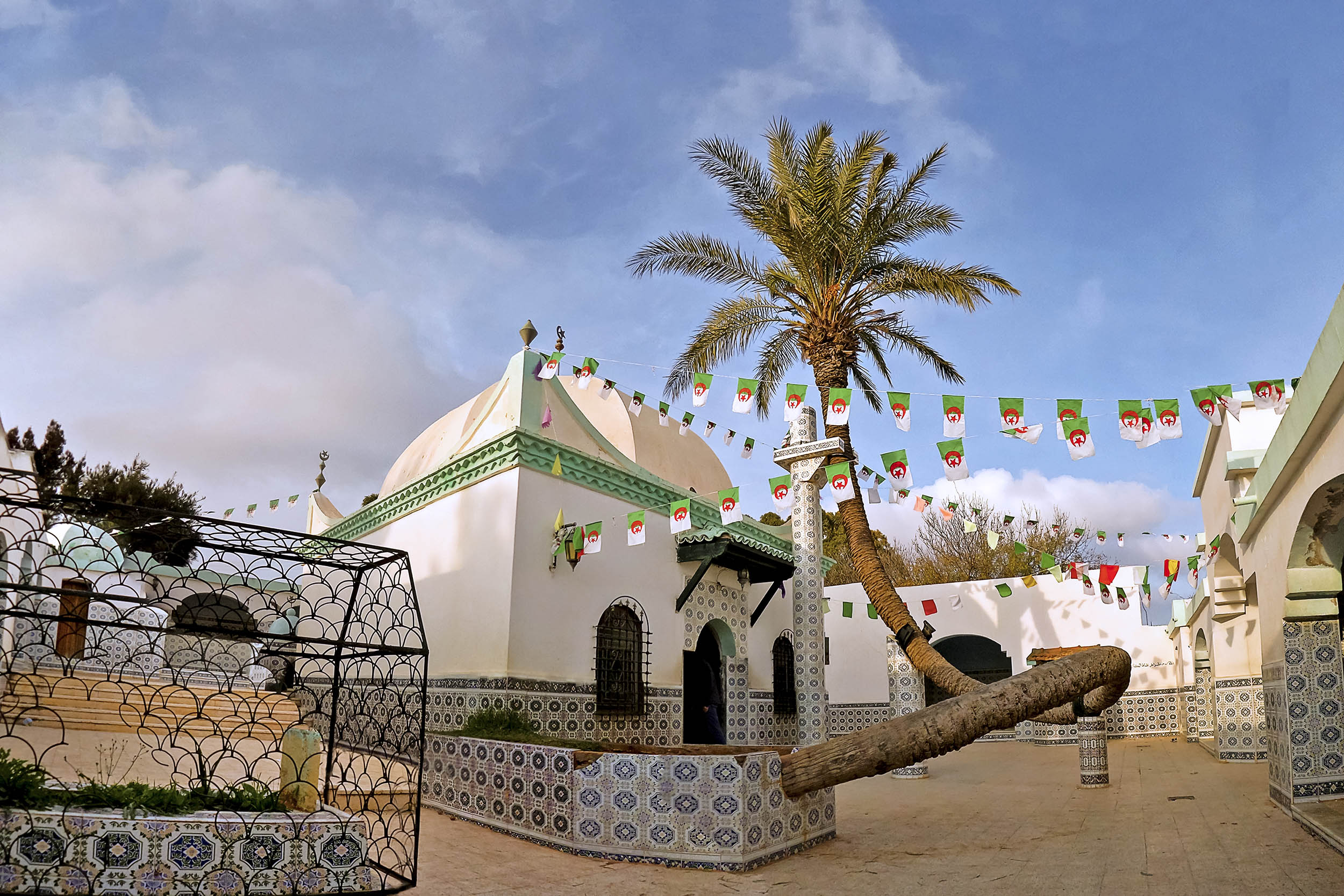
Mausolée de Sidi Lakhdar Ben Khlouf.

Mostaganem dispose d’un riche patrimoine culturel et artistique : théâtre, poésie, chaâbi, folklore aïssaoui, musique andalouse, chant mystique et liturgique et autre folklore féminin genre medahates. La wilaya a organisé une dizaine de festivals dans plusieurs domaines : théâtre scolaire, aïssaouas, chaâbi, musique andalouse, théâtre amateur, la waâda de Sidi Lakhdar Ben Khlouf et d’autres poésies populaires.

## Infrastructure

### Infrastructure portuaire
La wilaya dispose de trois ports:
- le port de Mostaganem
- le port de Sidi Lakhdar (pêche)
- le port de Salamandre (pêche et plaisance)

### Santé
La wilaya comprend 6 hôpitaux généralistes (à Mostaganem, Sidi Ali, Aïn Tedles, Mesra, Bouguirat, Achaacha) et 2 établissements hospitaliers spécialisés (EHS) (EHS Mère-Enfants Lala Kheira, EHS psychiatrique). Le CHU de Kharouba devrait ouvrir en 2021. La wilaya comprend également 6 établissements de santé de proximité qui assurent les soins primaires (EPSP) regroupant 28 polycliniques et 162 salles de soins réparties sur le territoire de la wilaya.

### Sport
Les  installations sportives se composent de:
- 34 stades de sport
- 28 terrains combinés
- 7 salles spécialisées
- 116 aires de jeux